# Stöttwang
Stöttwang är en kommun och ort i Landkreis Ostallgäu i Regierungsbezirk Schwaben i förbundslandet Bayern i Tyskland.
Kommunen ingår i kommunalförbundet Westendorf tillsammans med köpingen Kaltental och kommunerna Oberostendorf, Osterzell och Westendorf.